# Festival de Jazz de Monterrey
El Festival de Jazz de Monterey (Monterey Jazz Festival) es uno de los festivales de jazz más antiguos del mundo. Fundado por el locutor de radio Jimmy Lyons, se celebra en la ciudad de Monterrey (California) desde 1958.

## Historia
El festival se celebra anualmente en el recinto ferial del condado de Monterrey (California) durante el tercer fin de semana de septiembre. El festival reúne cada año a más de 500 músicos de jazz del más alto nivel, que ofrecen alrededor de 50 conciertos en los nueve escenarios que se reparten por los más de 80.000 m² del recinto. Además se celebran convenciones sobre jazz, mesas redondas, talleres y exposiciones. 
Entre 1992 y 2010, Tim Jackson actuó de mánager general y director artístico del evento. Desde 2010, Chris Doss ejerció de director y Jackson de director artístico. En 2014, Colleen Bailey fue nombrado director. Desde 1992, el actor Clint Eastwood preside el consejo de administración. 
En 2006, el festival batió récords de espectadores, con más de 40.000 asistentes, y en 2007, se volvió a superar la cifra, coincidiendo con el 50 aniversario del festival.
El festival tiene carácter benéfico y toda la recaudación se invierte en educación musical desde su fundación en 1958. Cada primavera, una selección de estudiantes es invitada a participar en el "Next Generation Festival".
El pianista y compositor estadounidense Dave Brubeck fue fundamental para que el consejo de la ciudad autorizara la celebración de la primera edición en 1958. El fundador y director general del festival, Jimmy Lyons, llevó a Brubeck actuar frente a los miembros del consejo para persuadirlos de la idoneidad del proyecto. Desde entonces, el músico fue una figura habitual en el escenario de Monterey, llegando a participar hasta en 14 ediciones del festival, incluido el concierto del 50 aniversario.
La pandemia de COVID-19 en 2020 fue la causa mayor de su cancelación. Se volvería en 2021.

## Participantes
1958
Billie Holiday, Louis Armstrong, Dizzy Gillespie, Ernestine Anderson con Gerald Wiggins, Cal Tjader, John Lewis, Shelly Manne, Art Farmer, Milt Jackson, Gerry Mulligan, Harry James Orchestra, Sonny Rollins, Dave Brubeck Quartet, Buddy DeFranco, Shelly Manne & His Men, Max Roach, Modern Jazz Quartet, Lizzie Miles, Benny Carter, George Coleman, Booker Little, Jimmy Giuffre con Bob Brookmeyer y Jim Hall, Orquesta Sinfónica del Festival de Monterey, dirigida por Gregory Millar, Jake Stock & the Abolone Stompers, Rudi Salvini, Virgil Gonsalves, Med Flory, Mel Lewis-Bill Holman, Burt Bales & the Dixie All-Stars, Betty Bennett, Brew Moore & Dickie Mills Quintet, Leroy Vinnegar Quartet con Teddy Edwards, Wes Montgomery, Buddy Montgomery y Monk Montgomery, Ed Zubov Band, Grace Stock y Claude Gilroy Quintet. El comediante Mort Sahl actuó de maestro de ceremonias.
1959
El trío vocal Lambert, Hendricks & Ross actuaron como maestros de ceremonias y el festival contó con la participación de Count Basie Orchestra con Joe Williams, Cal Tjader Quintet, Modern Jazz Quartet, Oscar Peterson Trio con Ray Brown y Ed Thigpen, Sarah Vaughan, Earl "Fatha" Hines, Jimmy Witherspoon, Woody Herman & the All Stars con Ernestine Anderson, Charlie Byrd & Zoot Sims, Lizzie Miles, Ernie Wilkins con Ornette Coleman, Coleman Hawkins y Ben Webster, Coleman Hawkins & Orchestra, J.J. Johnson & Orchestra, Gunther Schuller, Buddy Collette, Chris Barber, George Lewis New Orleans Band, Paul Horn, Werner Heider, Andre Hodier, J.J. Johnson y John Lewis, Benny Golson, J.J. Johnson, John Lewis y Quincy Jones
1960
Duke Ellington Orchestra, Jon Hendricks con Miriam Makeba, Clarence Horatius "Big" Miller, Odetta, Jimmy Witherspoon, Louis Armstrong, John Coltrane Quartet, Modern Jazz Quartet, Julian "Cannonball" Adderley, Ornette Coleman Quartet, Jimmy Rushing, André Previn Trio y Helen Humes
1961
Duke Ellington, Dizzy Gillespie Quintet, Dave Brubeck Quartet, John Coltrane Quartet con Eric Dolphy & Wes Montgomery, Carmen McRae, George Shearing Quintet, Odetta y Jimmy Rushing
1962
Louis Armstrong, Dizzy Gillespie Quintet, Carmen McRae, Dave Brubeck, Gerry Mulligan Quartet, Stan Getz Quartet, Quincy Jones y la Orquesta Sinfónica del Festival de Jazz de Monterey.
1963
Carmen McRae, Miles Davis Quintet, Dizzy Gillespie Quintet, Dave Brubeck Quartet, Herbie Hancock, Thelonious Monk Quartet, Jon Hendricks, Harry James Orchestra, Jimmy Witherspoon, The Andrews Sisters & the Gospel Song, Helen Merrill y Joe Sullivan
1964
Duke Ellington Orchestra, Dizzy Gillespie Quintet, Miles Davis Quintet con Wayne Shorter, Herbie Hancock, Ron Carter & Tony Williams, Gerry Mulligan, Thelonious Monk Quartet, Lou Rawls, Joe Williams, Woody Herman, Art Farmer Quartet y Big Mama Thornton.
1965
Louis Armstrong, Duke Ellington Orchestra, Dizzy Gillespie Quintet con Mary Stallings, Cal Tjader Quintet, John Handy Quintet, Clark Terry, Earl "Fatha" Hines, Harry James con Buddy Rich, Anita O'Day, Mary Lou Williams y Ethel Ennis
1966
Duke Ellington Orchestra, Count Basie Orchestra, Dave Brubeck Quartet, Don Ellis Orchestra, Gerry Mulligan, Cannonball Adderley Quintet, Carmen McRae, Big Mama Thornton, Jefferson Airplane, Jimmy Rushing, Muddy Waters Band, Randy Weston y Charles Lloyd
1967
Este año el festival celebró su décimo aniversario con las actuaciones de T-Bone Walker, B. B. King, Clara Ward Singers, Dizzy Gillespie Quintet, Modern Jazz Quartet, Ornette Coleman Quartet, Carmen McRae, Earl "Fatha" Hines, Richie Havens y Big Brother and the Holding Company con Janis Joplin como vocalista.
1968
Dizzy Gillespie Quintet, Count Basie Orchestra, Oscar Peterson Trío, Modern Jazz Quartet, Cal Tjader Quintet, Mel Tormé, B. B. King, Muddy Waters, Billy Eckstine, Big Mama Thornton y George Duke.
1969
Miles Davis Quintet con Wayne Shorter, Chick Corea, Dave Holland & Jack DeJohnette, Thelonious Monk Quartet, Sarah Vaughan, Joe Williams, Cannonball Adderley Quintet, Roberta Flack & Her Trio, Sly and the Family Stone y Buddy Rich.
1970
Duke Ellington, Modern Jazz Quartet, Cannonball Adderley Quintet, Joe Williams, Johnny Otis con Esther Phillips y Eddie "Cleanhead" Vinson, Woody Herman Orchestra, Buddy Rich Orchestra, Ivory Joe Hunter y Sonny Stitt & Gene Ammons
"Clint Eastwood rodó parte de su película "Play Misty for Me" durante esta edición, usando para la banda sonora del film numerosas piezas de jazz".
1971
Dave Brubeck Quartet, Oscar Peterson Trio, Sarah Vaughan, Carmen McRae, Erroll Garner, Jimmy Witherspoon & Friends, John Handy y Mary Lou Williams
1972
Modern Jazz Quartet, John Hendricks, Jimmy Witherspoon, Cal Tjader Quintet, Thelonious Monk, Sonny Rollins Quartet, Joe Williams, Herbie Hancock Septet, Quincy Jones Orchestra, Mary Lou Williams Trio y Roberta Flack.
1973
Dizzy Gillespie Quintet, Carmen McRae, Bo Diddley, Mel Lewis-Thad Jones Orchestra, Dee Dee Bridgewater, Pointer Sisters, Buddy Rich, Clark Terry, Jon Hendricks, Milt Jackson y Max Roach.
1974
Dizzy Gillespie, Sarah Vaughan, Cal Tjader, Jon Hendricks, Mongo Santamaría, Clark Terry, Bo Diddley, Anita O'Day, Big Joe Turner, James Cotton Blues Band y Jerome Richardson.
1975
Dizzy Gillespie Quartet con Cal Tjader, Etta James, Bobby "Blue" Bland, Betty Carter, Blood, Sweat & Tears y Sunnyland Slim, "Piano Playhouse" con Bill Evans, John Lewis, Marian McPartland y Patrice Rushen, The Meters y Toshiko Akiyoshi-Lew Tabackin Big Band
1976
Dizzy Gillespie, John Faddis, Clark Terry, Cal Tjader Quintet, Paul Desmond Quartet, Jimmy Witherspoon, Bill Berry Big Band, Toshiko Akiyoshi/Lew Tabackin Band, Helen Humes, Heath Brothers, Eje Thelin Quartet, Gerald Wilson, Queen Ida y the Bon Temps Zydeco Band.
1977
En esta edición el festival celebró el vigésimo aniversario de su fundación con las actuaciones de Cal Tjader, Joe Williams, Benny Carter, George Duke, Tito Puente Orchestra, Horace Silver Quintet, Gerald Wilson y The Neville Brothers, Queen Ida, Betty Carter, Count Basie Orchestra, John Lewis & Hank Jones.
1978
Dizzy Gillespie, Albert Collins, Kenny Burrell, The Hi-Lo's, Billy Cobham, Bob Dorough, Dexter Gordon Quartet, Ruth Brown y Tony Cook.
1979
Dizzy Gillespie, Diane Schuur, Joe Williams, Aaron Neville, Sonny Stitt, Richie Cole, Flora Purim, Red Mitchell, Scott Hamilton, Earl King, Stan Getz Quintet, Helen Humes, Woody Herman, The Buddy Rich Band, Woody Shaw Quintet y James Booker.
1980
Sarah Vaughan, Cal Tjader Quartet, Freddie Hubbard Quintet, Manhattan Transfer, Big Joe Turner y Dave Brubeck Quartet
1981
Billy Eckstine, Sarah Vaughan, Toshiko Akiyoshi/Lew Tabackin Band, Tania Maria, Tito Puente & Latin Percussion Sextet con Poncho Sánchez, y Cal Tjader
1982
Esta edición se conmemoró el 25 aniversario de la fundación del festival con las actuaciones de Carmen McRae, Dave Brubeck Quartet, Dizzy Gillespie Quartet, Ernestine Anderson, Tito Puente Latin Jazz Big Band, Poncho Sánchez & His Jazz Band, Gerald Wilson & the Orchestra, Mel Lewis Orchestra, Joe Williams, Woody Herman & Ira Sullivan Quintet y Etta James Band
1983
Sarah Vaughan, Joe Williams, Tania Maria, Wynton Marsalis Quintet, Mel Tormé, Bobby McFerrin, Bo Diddley, Irma Thomas, Bobby Hutcherson Percussion Ensemble, Jon Faddis Band y Buddy Rich Band.
1984
Ernestine Anderson, Etta James, Tito Puente con Dianne Reeves, Clark Terry, James Moody, Bobby McFerrin, Benny Carter, Richie Cole, Al Cohn y Shelly Mann Trio.
1985
Sarah Vaughan, Joe Williams, Clark Terry, Dave Brubeck Quartet, Woody Herman & the Thudering Herd, Toshiko Akiyoshi/Lew Tabackin Band, Modern Jazz Quartet y the Gerald Wilson Orchestra.
1986
Tito Puente Latin Jazz Big Band, Art Farmer/Benny Golson Jazztet, Dianne Reeves, George Shearing, Bobby McFerrin, Rare Silk, Sue Raney, Etta James, John Lee Hooker & the Coast to Coast Blues Band y Linda Hopkins.
1987
En esta edición se conmemoró el trigésimo aniversario de la fundación del festival con la participación de Ray Charles, B.B. King, Etta James, Stéphane Grappelli, Buddy Guy & Junior Wells, Modern Jazz Quartet y Woody Herman Band.
1988
Joe Williams, Dianne Reeves, Diane Schuur, Carla Thomas, Mongo Santamaría, Benny Carter, Clark Terry, Richie Cole y Queen Ida & the Bon Temps Zydeco Band.
1989
Freddie Hubbard Quintet con Bobby Hutcherson, Dizzy Gillespie, Kitty Margolis, Herbie Mann & Jasil Brazz, Madeline Eastman, Tania Maria, Etta James & the Root Band y Jimmy McCracklin.
1990
Dianne Reeves, Joe Williams, Oscar Peterson, Ernestine Anderson, Rebecca Parris, Etta James, Kitty Margolis, Michel Petrucciani Group, Spyro Gyra, Stan Getz Sextet, Stanley Turrentine Quintet y the Gerald Wilson Orchestra.
1991
Count Basie Orchestra, Phil Woods Quintet, Modern Jazz Quintet, Diane Schuur, Chick Corea, Charles Brown, Ruth Brown, Jon Hendricks & Company, Carol Sloane y Jimmy McCracklin & the Linettes.
1992
Herbie Hancock, Wynton Marsalis, Branford Marsalis Quartet, Kenny Burrell, Ron Carter, George Duke, Jimmy Smith, Stanley Turrentine, Betty Carter, Kitty Margolis, Dave Brubeck Quartet, Modern Jazz Quartet, Yellowjackets, Roy Hargrove Quintet y George Duke.
1993
Dianne Reeves, Clark Terry, Nat Adderley, Ron Carter, Joe Williams, Rubén Blades, Madeline Eastman, McCoy Tyner Big Band con Bobby Hutcherson y Charles Lloyd Quartet.
1994
Sonny Rollins, Ornette Coleman & Prime Time, Max Roach & M'Boom, Shirley Horn Trio, Grover Washington, Jr., Etta James & the Roots Band, Nnenna Freelon, Terence Blanchard Quartet con Jeanie Bryson y Kyle Eastwood Quartet.
1995
Bobby McFerrin, Madeline Eastman, Chick Corea Akoustic Quartet, Stéphane Grappelli, Lee Ritenour/Dave Grusin All-Stars, Gene Harris Band, Rebecca Parris, Staple Singers, Charlie Hunter Trio, Lou Donaldson Quartet y Mary Stallings.
1996
George Benson, Herbie Hancock Quartet con Joshua Redman, Roy Hargrove & Chucho Valdés, Faye Carol con Kito Gamble Trio, Irma Thomas, Jessica Williams Trio y Kyle Eastwood.
1997
Diana Krall Trio, Gerald Wilson Orchestra, Sonny Rollins, David Sanborn Group, Myra Melford Trio, Otis Rush, Arturo Sandoval, Koko Taylor & Her Blues Machine y Charlie Hunter Quartet.
1998
Dee Dee Bridgewater con la Monterey Jazz Festival High School All-Star Big Band, Dave Brubeck Quartet, Elvin Jones Jazz Machine, Bobby Hutcherson Quartet, Tower of Power y Al Jarreau.
1999
Diana Krall, Terence Blanchard Sextet, Kyle Eastwood, Chris Potter, Joshua Redman, Lew Tabackin, Russell Malone, Clark Terry, Regina Carter, Kenny Barron, Ray Drummond, Ben Riley, The Manhattan Transfer, Ruth Brown y Bobby "Blue" Bland.
2000
Wayne Shorter, Pat Metheny Trio, Dianne Reeves, Mimi Fox Trio, Richard Bona, Rubén Blades, Lou Rawls–Les McCann y Michael McDonald.
2001
Herbie Hancock, Wynton Marsalis, Branford Marsalis Quartet, Taj Mahal, Jimmy Smith, Roberta Gambarini, Jane Monheit, Ravi Coltrane Quartet, McCoy Tyner Trio, Dave Holland Big Band, Regina Carter y Deborah Coleman.
2002
Nancy Wilson & Ramsey Lewis, Etta James & the Root Band, Marcia Ball, Paula West, Big Time Sarah, Dave Brubeck & Sons y Lizz Wright.
2003
Nnenna Freelon, Herbie Hancock Quartet con Bobby Hutcherson, The Crusaders y Mary Stallings.
2004
Terence Blanchard Sextet, Bobby McFerrin, Take 6, Regina Carter Quintet, Marian McPartland Trio con Lynne Arriale, Chaka Khan, Buddy Guy y Bettye LaVette.
2005
Tony Bennett, Sonny Rollins, Branford Marsalis Quartet, Mavis Staples, Kyle Eastwood, Larry Carlton & the Sapphire Blues Band con la colaboración especial de la cantante Ledisi, John Scofield, Banyan y New Orleans Jazz Vipers.
2006
Oscar Peterson Trio w/ Hank Jones & Clint Eastwood, Dianne Reeves, The Yellowjackets, Oscar Peterson, Bonnie Raitt, Hank Jones, the Charles Lloyd Quartet, Dave Brubeck, McCoy Tyner con Bobby Hutcherson, Roy Hargrove, Robert Lowery, Virgil Thrasher, Hank Jones con la vocalista italiana Roberta Gambarini, Eldar Djangirov, Ben Monder's Trio y Tierney Sutton. 
2007
Este año el festival celebró el 50 aniversario de su fundación con la participación de Diana Krall, Sonny Rollins, Ornette Coleman, Dave Brubeck con Jim Hall, Gerald Wilson, Ernestine Anderson, John McLaughlin, Dave Holland, Kenny Burrell Quartet, Otis Taylor Band con Cassie Taylor, Rashied Ali Quintet, Issac Delgado, Gonzalo Rubalcaba, Los Lobos, James Moody, Vinnie Esparza, Sean Jones, Christian Scott, Cyrus Chestnut y el Terence Blanchard Quintet con Kendrick Scott.
Con motivo de la celebración del 50 aniversario del festival se creó una banda que estuvo de gira por Estados Unidos durante diez semanas, el 8 de enero al 16 de marzo de 2008. La banda conmemorativa del festival estuvo compuesta por la vocalista Nnenna Freelon, el trompetista Terence Blanchard, el pianista Benny Green, el saxofoníta James Moody, el bajista Derrick Hodge y el batería Kendrick Scott.
2008
Nancy Wilson, Herbie Hancock, Cassandra Wilson, Terence Blanchard, Tom Scott, Maria Schneider Jazz Orchestra, Christian McBride Quintet, Kyle Eastwood, Joshua Redman Trio, The Derek Trucks Band, Maceo Parker, Ledisi, Jamie Cullum, Wayne Shorter Quartet, Kurt Elling, Trio M con Myra Melford, Mark Dresser & Matt Wilson, Tuck & Patti y el Barbara Dennerlein Trio.
2009
Dee Dee Bridgewater, Wynton Marsalis, Hank Jones, Pete Seeger, Susan Tedeschi, Conrad Herwig, Randy Brecker, Vijay Iyer, Dave Brubeck, John Patitucci, Brian Blade, George Duke, Jason Moran, Regina Carter, Kurt Elling, Russell Malone, Esperanza Spalding, Soulive con John Scofield, Chick Corea, Stanley Clarke y Lenny White.
2010
Dianne Reeves, Harry Connick, Jr., Ahmad Jamal, Chick Corea Freedom Band (con Kenny Garrett, Christian McBride y Roy Haynes), Angelique Kidjo, Roy Hargrove, Billy Childs, Delbert McClinton, Nellie McKay, Les McCann, y Les Nubians.
2011
El saxofonista Joshua Redman fue el artista residente de esta edición que contó además con las actuaciones de Poncho Sánchez Band con la colaboración de Terence Blanchard, Huey Lewis & The News, Eldar, Herbie Hancock, Geri Allen & Timeline, India.Arie & Idan Raichel, Sonny Rollins, Tia Fuller y Young Harper.
2012
Esperanza Spalding, Pat Metheny, Christian McBride, Trombone Shorty y Dee Dee Bridgewater.
2013
Diana Krall, George Benson, Mary Stallings, Ravi Coltrane Quartet, Bobby McFerrin, David Sanborn, Wayne Shorter, Omara Portuondo y Gregory Porter.
2014
Herbie Hancock, Robert Glasper Experiment con la colaboración especial de Jason Moran, Cecile McLorin Salvant, The Roots, Billy Childs con la colaboración de Shawn Colvin, Lisa Fischer y Becca Stevens, Aaron Diehl Quartet, Gary Clark Jr., Booker T. Jones, Davina & The Vagabonds, Michael Feinstein con la colaboración de Russell Malone & Harry Allen, Charles Lloyd Quartet con Jason Moran, Rueben Rogers & Eric Harland, Marcus Miller, Jon Batiste & Stay Human, Next Generation Jazz Orchestra, Sangam con Charles Lloyd, Zakir Hussain y Eric Harland, Red Baraat, Christian McBride Trio, Claudia Villela & Harvey Wainapel, Sarah McKenzie Quartet, Melissa Aldana Crash Trio, SambaDa, Harold Mabern, Billy Childs Quartet, Charles Lloyd & Gerald Clayton Duo, The Philadelphia Experiment con Christian McBride, ?uestlove, Uri Caine con Booker T. Jones, Blue Note Records 75th Anniversary Band con Ambrose Akinmusire, Kendrick Scott, Robert Glasper, Derrick Hodge y Lionel Loueke, Becca Stevens, John Hanrahan Quartet, 
Aaron Diehl Quartet, Eric Harland Voyager, Habaneros, Commanders Jazz Ensemble, Pete Escovedo Orchestra with Peter Michael & Juan Escovedo; Jason Moran Fats Waller Dance Party, Ana Popovic, Donald Brown, Conversation about Mulgrew Miller & James Williams; Conversation about Blue Note Records; Sourmash Hug Band; Tony Monaco, Pamela Rose & Wayne De La Cruz; Daniel Rosenboom Quintet, Michael Feinstein, Delfeayo Marsalis & Ellis Marsalis, Ambrose Akinmusire Quintet.
2015
Geri Allen, Geri Allen, Jason Moran, Christian Sands, Russell Malone, Darek Oles y Victor Lewis, Chick Corea con Christian McBride & Brian Blade; Jaco's World: A Tribute to Jaco Pastorius, dirigido por Vince Mendoza, con Will Lee, Christian McBride, Felix Pastorius, Peter Erskine, Tierney Sutton, Sonny Knight, Bob Mintzer y Alex Acuña, Nikki Hill, Lucky Peterson; Trombone Shorty & Orleans Avenue; Ambrose Akinmusire Quartet +5; Monterey Jazz Festival on Tour con Raul Midón, Ravi Coltrane, Nicholas Payton, Gerald Clayton, Joe Sanders, y Justin Brown; Jazz at Lincoln Center Orchestra con Wynton Marsalis, Next Generation Jazz Orchestra con Wynton Marsalis, Snarky Puppy, Pete Escovedo Orchestra con Sheila E, Chick Corea & Béla Fleck; Dianne Reeves, Chris Botti, Berklee Global Jazz Institute, Musette Explosion, The Brothers Comatose, Kurt Rosenwinkel New Quartet; Terence Blanchard, Dennis Murphy Band, Cyrille Aimée; Theo Croker y DVRKFUNK; Monty Alexander Trio CON John Clayton and Jeff Hamilton, James Francies; Sonny Knight & The Lakers, Etienne Charles, Kneebody
Conversation: Erroll Garner Jazz Project; DownBeat Blindfold Test con Pete Escovedo and Sheila E. hosted by Dan Ouellette; Crossing Borders con Jennifer Scott & Kristen Strom, Wasabi; Lizz Wright, Ernesto Oviedo con the John Santos Sextet, SFJAZZ High School All-Stars Orchestra; United States Marine Corps All-Star Jazz Band; Dann Zinn con Peter Erskine y Chris Robinson; Allan Harris, David Gilmore & Energies of Change, Ambrose Akinmusire Quartet, Percussion Discussion con Peter Erskine y Jeff Hamilton.